# Li-Fi

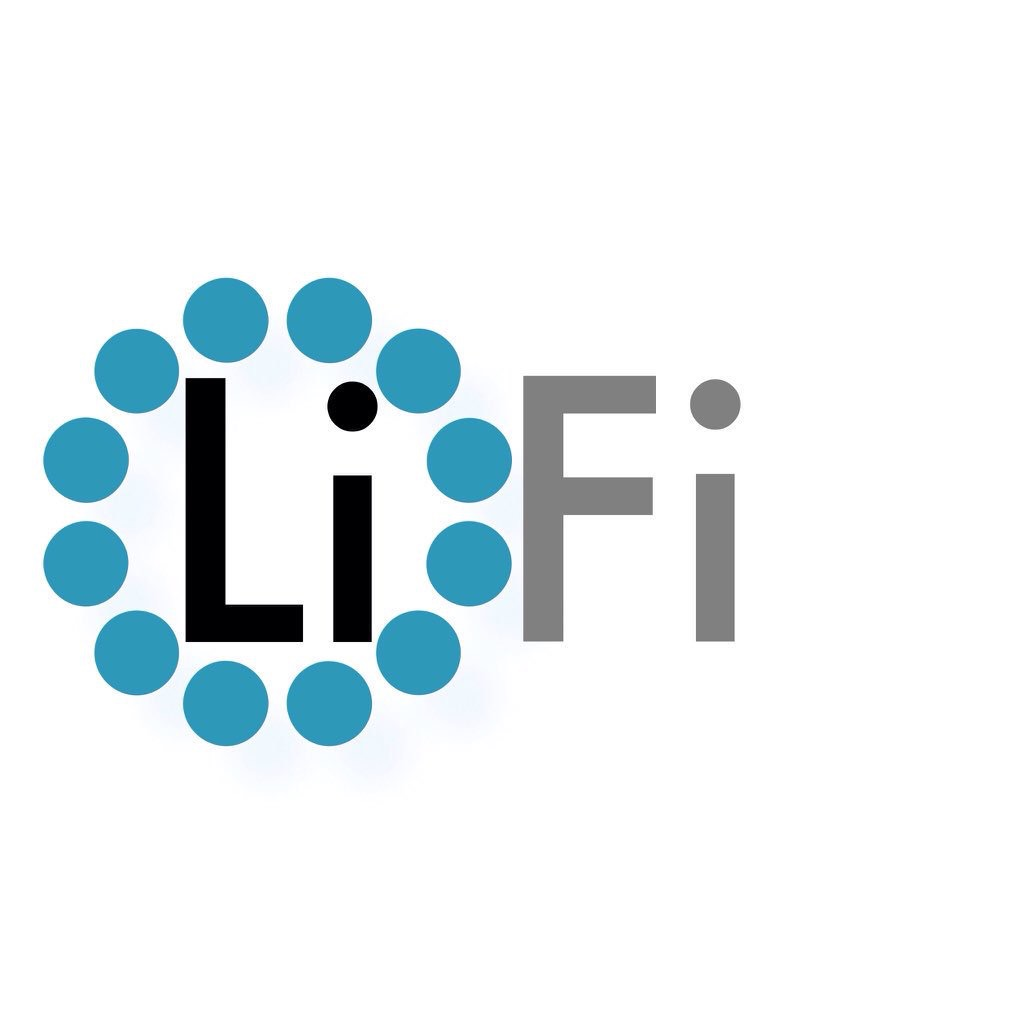
Logo oficial Li-Fi

Li-Fi (Light Fidelity) este o tehnologie de rețea fără fir de mare viteză care utilizează undele electromagnetice ale spectrului vizibil, pentru transmisia de date pe distanțe scurte. Principiul Li-Fi se bazează pe codificarea și transmiterea datelor prin modularea amplitudinii surselor de lumină, conform unui protocol bine definit și standardizat.
Tehnologia Li-Fi s-a dezvoltat în urma aglomerării spectrului radio din benzile Wi-Fi nelicențiate (2,4 GHz și 5 GHz) în care datorită densității mari de dispozitive, sunt ocupate toate canalele din benzile de frecvență Wi-Fi, având loc o scădere dramatică a vitezei de transfer. 
Ideea utilizării luminii pentru transportul informației nu este nouă. În 1880, Alexander Graham Bell, prezenta un aparat denumit Photophone, care utiliza lumina pentru transmiterea vocii umane.
Tehnologia Li-Fi se bazează pe transmisia datelor prin intermediul undelor electromagnetice (Visible Light Communications - VLC) având domeniul de frecvență cuprins între 400nm (750THz) și 700nm (428THz).
Pentru puncte de acces wireless (ruter Li-Fi) sunt utilizate becuri LED a căror lumină este modulată în impulsuri (becul LED este stins și aprins într-un interval de timp foarte mic, imperceptibil pentru ochiul uman), și modulată în amplitudine, pentru a scrie și transmite date în cod binar.
Viteza de transfer oferită de Li-Fi este de 3 Gbps pentru o singură culoare (lungime de undă). Cu trei culori (RGB) se pot atinge viteze de transfer de 9 Gbps. În condiții de laborator, au fost atinse viteze de transfer de 224 Gbps, ceeace corespunde descărcării a 28 de fișiere de 1Gb fiecare, într-o secundă.
Inventatorul tehnologiei și termenului Li-Fi este Harald Haas de la Universitatea din Edinburgh, Scoția în 2011. La sfârșitul anului 2015, Harald Haas a prezentat o versiune îmbunătățită și mai eficientă Li-Fi, în care o celulă fotovoltaică este utilizată pentru captarea și procesarea semnalelor luminoase. În această versiune, energia este recuperată și pot fi create noi aplicații. 

## Standarde
Standardul IEEE 802.15.7  Visible Light Communication (VLC), definește un nivel fizic (PHY) și un nivel de control al accesului la mediu (MAC). Standardul specifică trei niveluri fizice (PHY) cu lărgimi de bandă diferite:
- PHY -  pentru utilizare în aer liber și rulează la viteze de la 11,67 Kbps la 267,6 Kbps.
- PHY II -  permite rate de transfer de la 1,25 Mbit/s la 96 Mbit/s.
- PHY III - pentru surse multiple de emisie cu o metodă specială de modulare numită Modulation Shift Color (CSK). PHY III poate atinge viteze de la 12 Mbit/s la 96 Mbit/s. [2]

## Avantaje și dezavantaje
Avantajele Li-Fi sunt:
- Viteza de transmitere a datelor este foarte mare.
- Nu există interferențe cu elementele de frecvență radio, deci poate fi utilizat în locuri unde Wi-Fi este indispomibil
- Nu necesită circuite, antene sau receptoare complexe, deoarece Li-Fi folosește metode de modulare similare cu infraroșu
- Li-Fi oferă o securitate mult mai bună, și are un consum energetic redus.
- Nu este necesară obținerea unei licențe guvernamentale de utilizare a unei benzi de frecvențe.

Dintre dezavantaje se pot menționa:
- Undele de lumină nu trec prin obiecte, așa cum fac undele radio, deci dacă există o interferență, semnalul se pierde.
- Distanța maximă între două dispozitive Li-Fi este de maxim 10 metri și numai dacă între acestea există vizibilitate directă.
- Este sensibilă la interferențele provocate de lumina naturală sau cea artificială provenită de la becurile clasice.

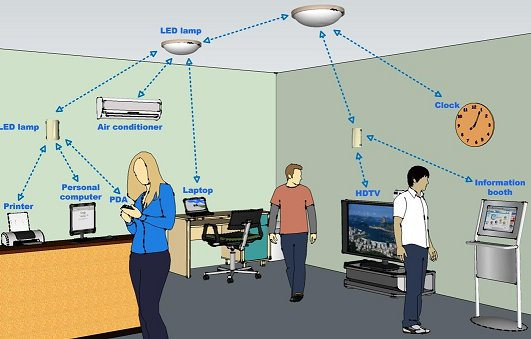
Utilizarea Li-Fi în birouri

## Utilizare Li-Fi
În general, tehnologia Li-Fi este utilizată acolo unde nu este posibilă folosirea tehnologiei Wi-Fi sau în zone electromagnetice sensibile: în industrie pentru comanda și controlul roboților industriali, medicină , auto , aeronave , sub apă, centrale nucleare, instalații de gaze și petrol. Rețelele Li-Fi sunt implementate și în clădirile de birouri, hale industriale, în locuințe sau iluminatul stradal .

Se estimează că, în anul 2018 tehnologia Li-Fi va avea o piață de 6 miliarde de dolari.